# ブラウザホン642S

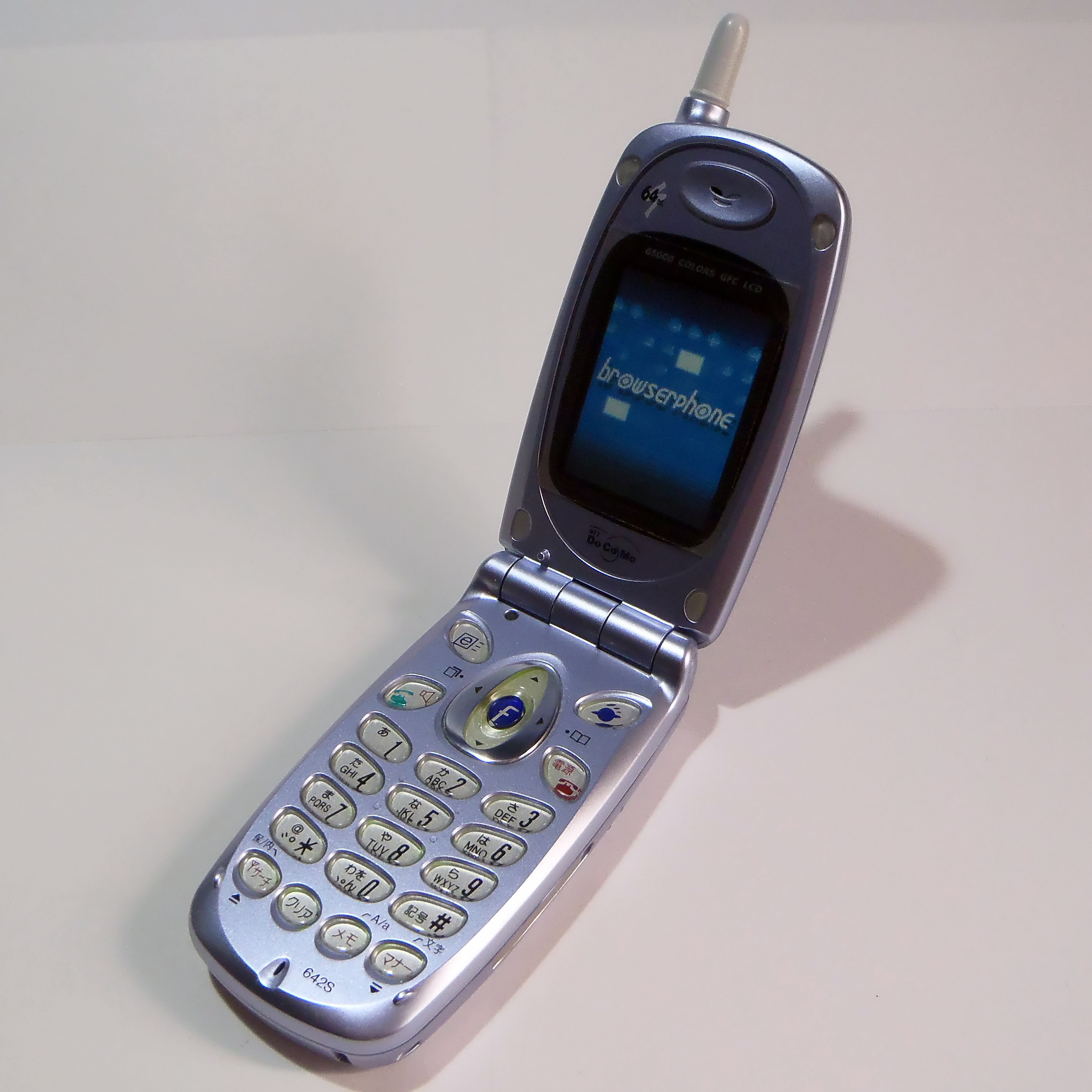
ブルーイッシュシルバー

ブラウザホン642S（ブラウザホン ろく よん に エス ）は、シャープによって開発された、NTTドコモのPHS部門のPHS端末製品である。

## 概要
2002年2月13日に、NTTドコモより発売された。2ヶ月前に発売された、ブラウザホン633SのBluetooth非搭載バージョンである。その他の仕様は、633Sと同様で、1.9インチの65536色GFカラー液晶を採用。着メロは32和音に対応した。633Sに続いて、ドコモPHSでは珍しい折りたたみ型端末でもある。外見上は633Sとほとんど同じで、背面のデザインがやや違う程度である。
641Ss/Sfを引き継ぎ、ブラウザについては、mopera接続の他に一般のインターネットサービスプロバイダに接続する事が出来る。mopera経由の場合は1分15円で、一般のプロバイダの場合は昼間1分10円、夜間90秒10円で接続する事が出来る。ドコモが提供するメニューに関してはmopera経由しか接続する事が出来ない。
メールに関しては、これまでの機種に引き続きパルディオEメールに対応し、仕様最大の10000文字までのメールを送受信する事が出来る。仕様上、着信と同時にメールが送信されないのを補う為に、通話終了後にEメールを自動で読み込む機能や、タイマーで時間を決めて定期的にメールを確認する機能も搭載している。また、POP3やSMTP等の外部メールにも対応している。
その後、ドコモのPHS部門で発売される端末は、これまでの機種のマイナーチェンジ版や試験的な端末となっている。631Sや642SはドコモのPHSでは最後まで発売された端末となった。2006年現在、631Sとともに、ドコモPHS現行音声端末だが、その端末も在庫はかなり少なくなっている。
DCP-3200など一部の電話機に対して子機として利用することができた。
メーカーはシャープだが、問い合わせ窓口はDoCoMoに全て委託されている。

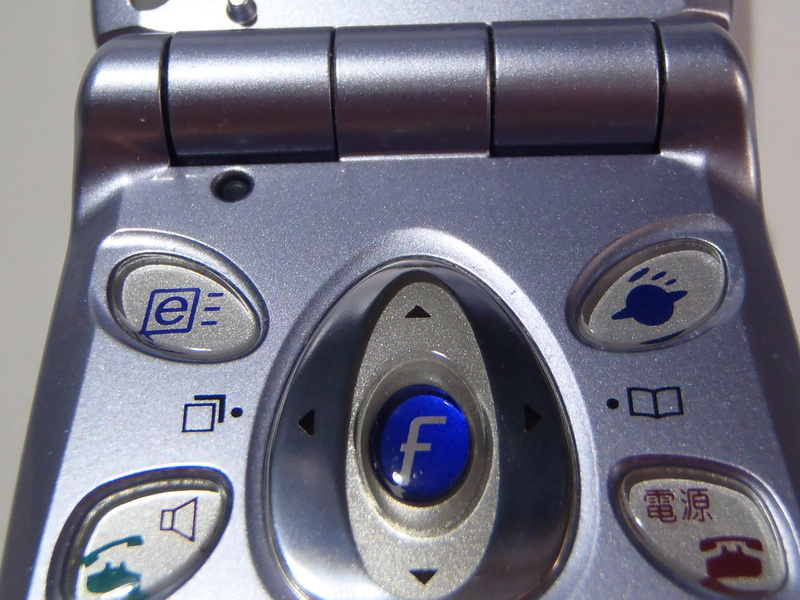
eメール、Webブラウザへのボタン
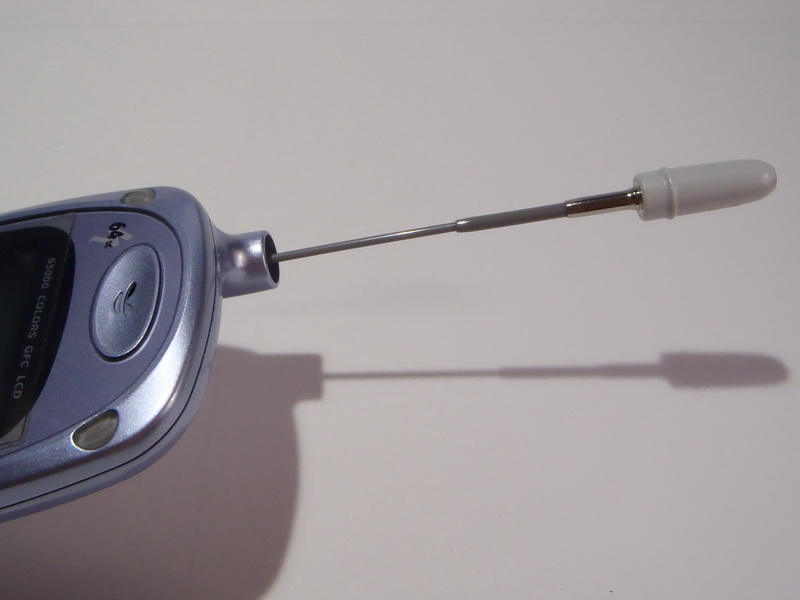
PHS端末としては比較的長い伸縮アンテナをもつ。
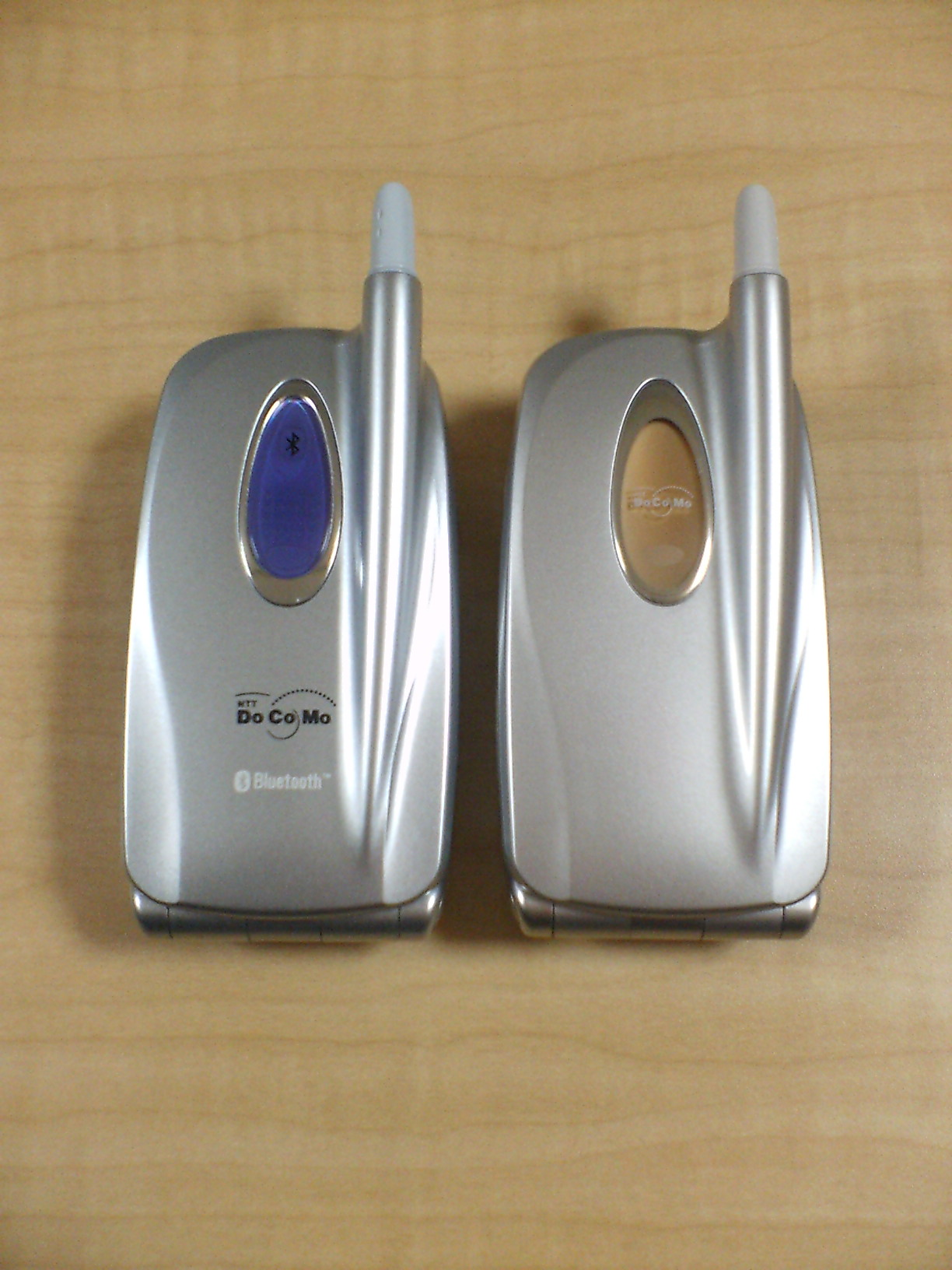
左は633S。兄弟機である。

## 仕様
- 形状：折りたたみ式
- サイズ：幅49mm×高さ93mm×奥行26mm
- 重量：98g
- 連続通話時間：約450分
- 連続待受時間：約550時間
- ディスプレイ：120×160ドット1.9インチ、65536色GFカラー液晶
- カメラ：無し
- 外部メモリー：無し
- カラー：プレシャスゴールド、ブルーイッシュシルバー

## 歴史
- 2001年11月1日：電気通信端末機器審査協会 (JATE)通過（A01-0973JP・「SHP0007」として）
- 2002年1月28日：ドコモより発売を発表
- 2002年2月13日：発売開始